# Booglassen

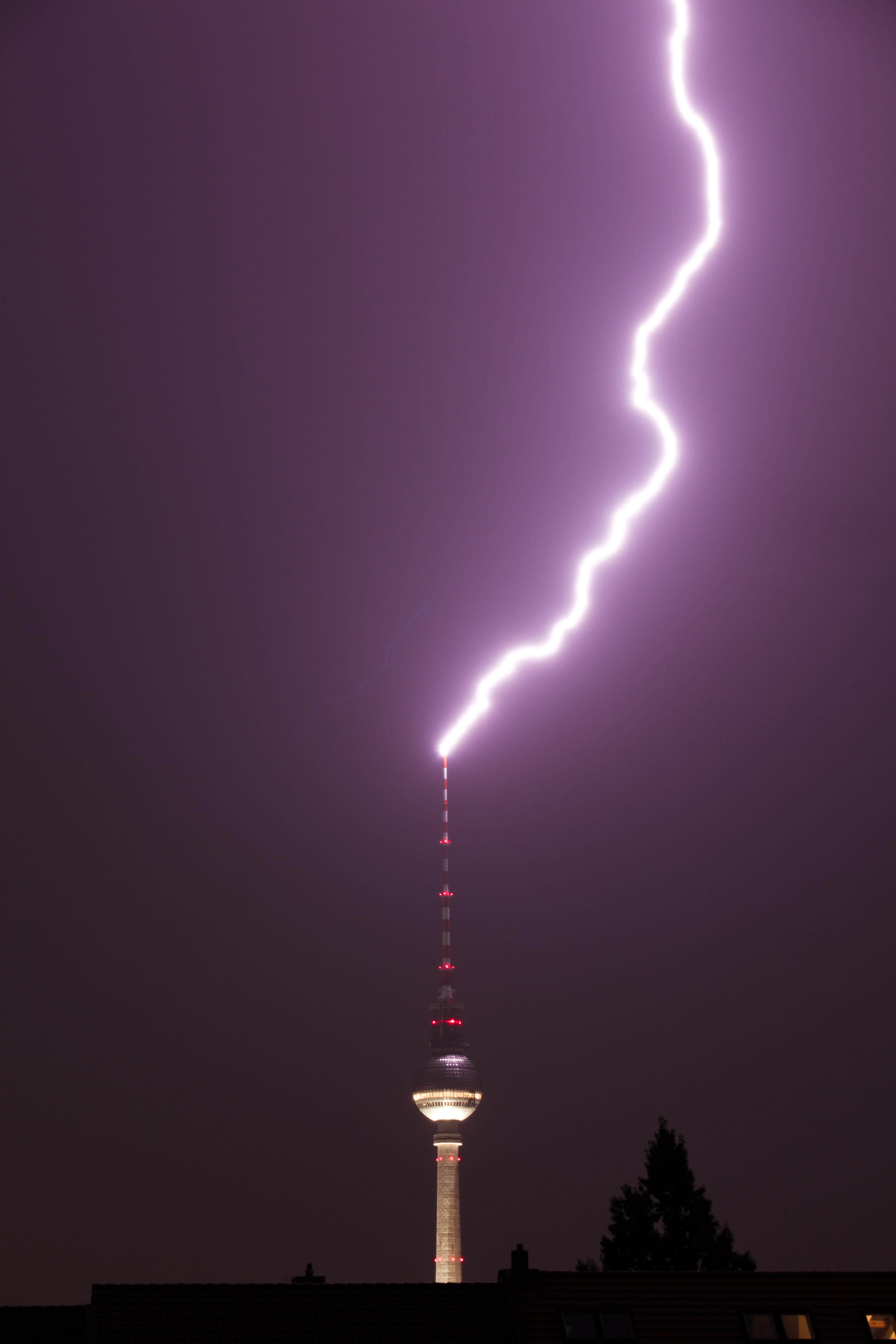
Bliksemontlading: een in de natuur voorkomende plasmaboog.

(Elektrisch) booglassen omvat verschillende lasmethoden waarbij de voorwerpen die aaneen gelast moeten worden verhit worden door een elektrische plasmaboog, zodat het materiaal smelt en aaneen vloeit. Het plasma is zo heet dat het te lassen materiaal onder atmosferische omstandigheden zonder voorzorgsmaatregelen direct zou verbranden door de inwerking van zuurstof uit de lucht. Bij elke vorm van elektrisch booglassen wordt een methode toegepast om tegen verbranding te beschermen.
Bij sommige technieken smelt de elektrode zelf ook en dient deze als toevoegmiddel. Bij andere technieken smelt de elektrode niet af en wordt het toevoegmiddel op een andere manier aangebracht.

## Energiebron
De energiebron van de elektrische lasboog is elektriciteit. Deze wordt doorgaans aangeleverd door een lastransformator of moderner, een inverter die voorzien is van de nodige regelelektronica.
Afhankelijk van het lasproces moet deze energiebron anders ontworpen en afgesteld worden. Twee verschillende elektrische energiebronnen zijn de stroombron en de spanningsbron. In de praktijk wordt er uiteraard altijd een spanning én een stroom geleverd, maar de eigenschappen van deze beide typen energiebronnen verschillen sterk:
- Een stroombron heeft een zg. verticale of vallende karakteristiek. In de praktijk betekent dat, dat de energiebron probeert de stroom constant te houden tijdens het lasproces, en daarbij de spanning varieert naargelang de omstandigheden. Als de elektrode en het werkstuk verder uit elkaar worden gehouden zal de stroombron de spanning verhogen om de stroomsterkte door de boog te kunnen handhaven. Zo blijft de toegevoerde energie vrij constant, onafhankelijk van de lengte van de plasmaboog. Voorbeelden van lasprocessen waarbij een stroombron wordt gebruikt, zijn TIG-lassen en lassen met beklede elektrode.
- Een spanningsbron heeft een zg. horizontale of vlakke karakteristiek. Als daarbij de afstand tussen elektrode en werkstuk toeneemt, neemt de stroom af. Gevolg is dat de ingebrachte energie minder wordt. Het kan daardoor zelfs gebeuren dat de boog daardoor dooft. Maar omdat deze energiebron wordt gebruikt bij lasprocessen waarbij elektrodedraad mechanisch wordt aangevoerd, zal de grootte van de boog vanzelf weer afnemen, waarbij de stroom en dus ook de toegevoegde energie weer toeneemt. (Als de boog gedoofd was, zal een kortsluiting ontstaan op het moment dat het nieuw aangevoerde elektrodemateriaal het werkstuk raakt. Dat gebeurt bij kortsluitlassen.) Zodoende stabiliseert dit principe het lasproces, waarbij vanzelf meer vermogen wordt geleverd naarmate de aanvoersnelheid van de elektrodedraad groter is. Voorbeelden van lasprocessen waarbij een spanningsbron wordt gebruikt, zijn MIG/MAG-lassen en OP-lassen.

Booglassen kan zowel gebeuren met gelijkspanning resp. gelijkstroom als met wisselspanning resp. wisselstroom. Bij pulsbooglassen (een variant van het MIG/MAG-lassen) gebruikt men een pulserende wisselspanning, waarbij per puls telkens één druppel wordt afgesmolten. Bij TIG-lassen kan wisselstroom gebruikt worden om een beschermende oxidelaag van bijvoorbeeld aluminium af te stralen.

## Bescherming
Bij diverse technieken worden verschillende stoffen als bescherming gebruikt:
- Een beschermgas bij
  - MIG/MAG-lassen
  - TIG-lassen
  - Plasmalassen
- Een poeder bij
  - Onder Poederdek (OP)-lassen
- Een vaste stof die door de hitte van het lassen beschermgas vormt bij
  - Lassen met beklede elektrode
  - Lassen met gevulde draad
- Een middel dat zuurstof verdringt (water) bij
  - Onderwaterlassen
- Een middel dat zuurstof verdringt en verbruikt (aardgas) bij
  - Afbrandstuiklassen
- Verschillende (beschermgas of keramische ring), waarbij de lastijd erg kort gehouden wordt bij
  - Vlamboogstiftlassen
- Soms blijkt het niet nodig een beschermmiddel te gebruiken, zoals bij
  - Booglassen met roterende boog
- Een aparte plaats neemt het fusielassen in: Daarbij wordt glas aaneen gelast, dat geen hinder heeft van inwerking van atmosferische gassen. Er is dus geen bescherming nodig.